# Tra l'aratro e la radio
Tra l'aratro e la radio è il sesto album in studio del cantautore italiano Max Gazzè, pubblicato il 29 febbraio 2008.

## Descrizione
Il primo singolo estratto è Il solito sesso, presentato al Festival di Sanremo 2008 dove si classifica dodicesimo, risultando però poi essere il brano della kermesse più trasmesso dalle radio.

## Tracce
1. L'evo dopo il medio – 4:44
2. Il solito sesso – 3:20
3. Siamo come siamo – 3:52
4. L'ultimo cielo – 4:32
5. Crisalide – 6:16
6. Mostri – 3:25
7. Elogio alla sublime convivenza – 3:58
8. Camminando piano – 3:42
9. Tornerai qui – 3:01
10. Il mistero della polvere (così in cielo come in terra) – 4:23
11. Vuoti a rendere – 6:08

## Formazione
- Max Gazzè – voce, pianoforte, chitarra, basso
- Massimo Roccaforte – chitarra, mandolino
- Marina Rei – percussioni
- Giorgio Baldi – chitarra
- Clemente Ferrari – organo Hammond, pianoforte, Fender Rhodes, chitarra, fisarmonica
- Puccio Panettieri – batteria
- Carmen Consoli – chitarra, kazoo
- Giuseppe Tortora – violoncello
- Lorenzo Rundo – viola
- Massimo Paciariello – viola
- Illia Banani – viola
- Prisca Amori – violino
- Fabrizio Bono – violino
- Daniele Viri – violino
- Adriana Ester Gallo – violino
- Dhimitri Elvin – violino
- Anna Chulkina – violino

## Classifiche
| Posizione | 30 | 16 | 31 | 42 | 39 | 21 | 30 | 35 | 69 | 41 | 47 | 55 | 74 |